# Командування Сил територіальної оборони Збройних сил України
Командування Сил територіальної оборони (КТрО) — управлінська структура у складі Збройних Сил України для забезпечення територіальної оборони країни та управління бригадами Сил територіальної оборони Збройних Сил України.

## Законодавчий статус
Повноваження командування територіальної оборони України чітко визначаються Законом України «Про основи національного спротиву».

## Історія
16 липня 2021 року, Верховною Радою України було прийнято Закон України «Про основи національного спротиву», 29 липня того ж року його підписав Президент України. Закон набрав чинності з дня, наступного за днем його опублікування, та був введений в дію з 1 січня 2022 року.

## Символіка
На нарукавній емблемі командування територіальної оборони зображено золотий пірнач, який покладено на схрещені між собою два козацькі мушкети. Пірнач є символом органу військового управління, а мушкети були основною зброєю козацького війська і символізують постійну готовність до захисту.

## Структура
Структура сил територіальної оборони держави та організація командування чітко регламентуються вищеозначеним Законом України «Про основи національного спротиву»

## Командування

### Командувач Сил територіальної оборони України
- генерал-майор Баргилевич Анатолій Владиславович (з 2020 року)[5]
- бригадний генерал Галушкін Юрій Алімович (01.01.2022 — 15.05.2022)[6][7][8][9]
- генерал-майор Танцюра Ігор Іванович (15.05.2022 — 09.10.2023)[10][11]
- генерал-майор Баргилевич Анатолій Владиславович (з 09.10.2023- 09.02.2024)[12]
- генерал-майор Плахута Ігор Вікторович (з 11.02.2024)

### Начальник штабу— заступник командувача Сил ТрО
- бригадний генерал Собко Сергій Станіславович[13]